# 大老岭
大老岭，地处中国地貌第二级阶梯的东缘，属大巴山脉荆山余脉，位于长江三峡西陵峡北岸，紧邻三峡工程坝头库首。行政区划属于中华人民共和国湖北省宜昌市夷陵区、秭归县、兴山县三区县交界处，设立有宜昌三峡大老岭自然保护区管理局，场部位于夷陵区邓村乡。主峰天柱山，又称“三峡云顶”，海拔2,008（6,588英尺）。大老岭于1956年成立国有林场，1992年成为国家森林公园，2017年成为国家级自然保护区。保护区总面积21.34万亩，国有林地面积9.6万亩，森林覆盖率98%，森林蓄积量48万立方米。

## 历史
大老岭于1956年9月1日成立国营林场。1992年5月获批成立国家森林公园。2001年11月21日获批建立自然保护区。2006年8月21日晋升为省级自然保护区。2012年12月13日，宜昌三峡库区湿地保护管理局与宜昌三峡大老岭自然保护区管理局合署办公。2014年8月，宜昌三峡大老岭自然保护区管理局、宜昌市国有大老岭林场管理处、宜昌市大老岭国家森林公园管理处、宜昌三峡库区湿地保护管理局合署办公，一套班子，四块牌子，属副县级公益Ⅰ类事业单位。2017年7月4日获批晋升为国家级自然保护区。

## 气候
大老岭气候属副热带季风气候，日照长，强度低，四季分明，冷凉多雨，春长夏雨，秋雾冬寒。年均气温8 °C（46 °F），最低气温−15 °C（5 °F），最高气温30 °C（86 °F）。全年无霜期180天左右，年降水量1,400—1,600（55—63英寸），年均空气相对湿度达85%以上。

## 国家级自然保护区

### 范围
大老岭国家级自然保护区总面积为14,225公頃（213,370亩），其中核心区5,217公頃（78,250亩）、缓冲区4,410公頃（66,100亩）、实验区4,598公頃（68,970亩）。保护区位于湖北省宜昌市夷陵区境内，范围在东经110°51′08" - 111°00′26"，北纬30°52′35" - 31°07′24"之间。

### 保护对象
大老岭国家级自然保护区位于大巴山脉东端，是大巴山生物多样性保护体系的战略节点，武陵山脉与大巴山脉生物区系联系的桥梁，是珍稀濒危野生动植物及其栖息地和三峡库区湿地为主要保护对象的综合型自然保护区，涵盖了中山分水岭到水库湿地的生态系统完整垂直带谱，是三峡库区生物多样性保护网络的一个关键节点和库区环境的一个巨大的生态源，同时也是珙桐等多种珍稀濒危生物类群的分布边界，具有重要的科研和保护价值。大老岭保护区主要保护对象是是中国中亚热带北缘代表性的中山山地环境梯度上保存较为完整的森林生态系统系列。大老岭是中国中部候鸟迁徙的千年古道，是三峡库区生物多样性最丰富、最典型的地区之一。保护区野生动植物资源丰富，已查明高等植物246科1010属2469种，其中野生维管束植物178科861属2202种，陆生和水生脊椎动物92科266属418种。国家Ⅰ级重点保护野生植物有红豆杉、南方红豆杉和珙桐等6种，国家Ⅱ级重点保护野生植物有篦子三尖杉、巴山榧树和连香树等16种；国家Ⅰ级重点保护野生动物有豹、林麝和白肩雕等4种，国家Ⅱ级重点保护野生动物有猕猴、 豺和黑熊等48种。

## 图集

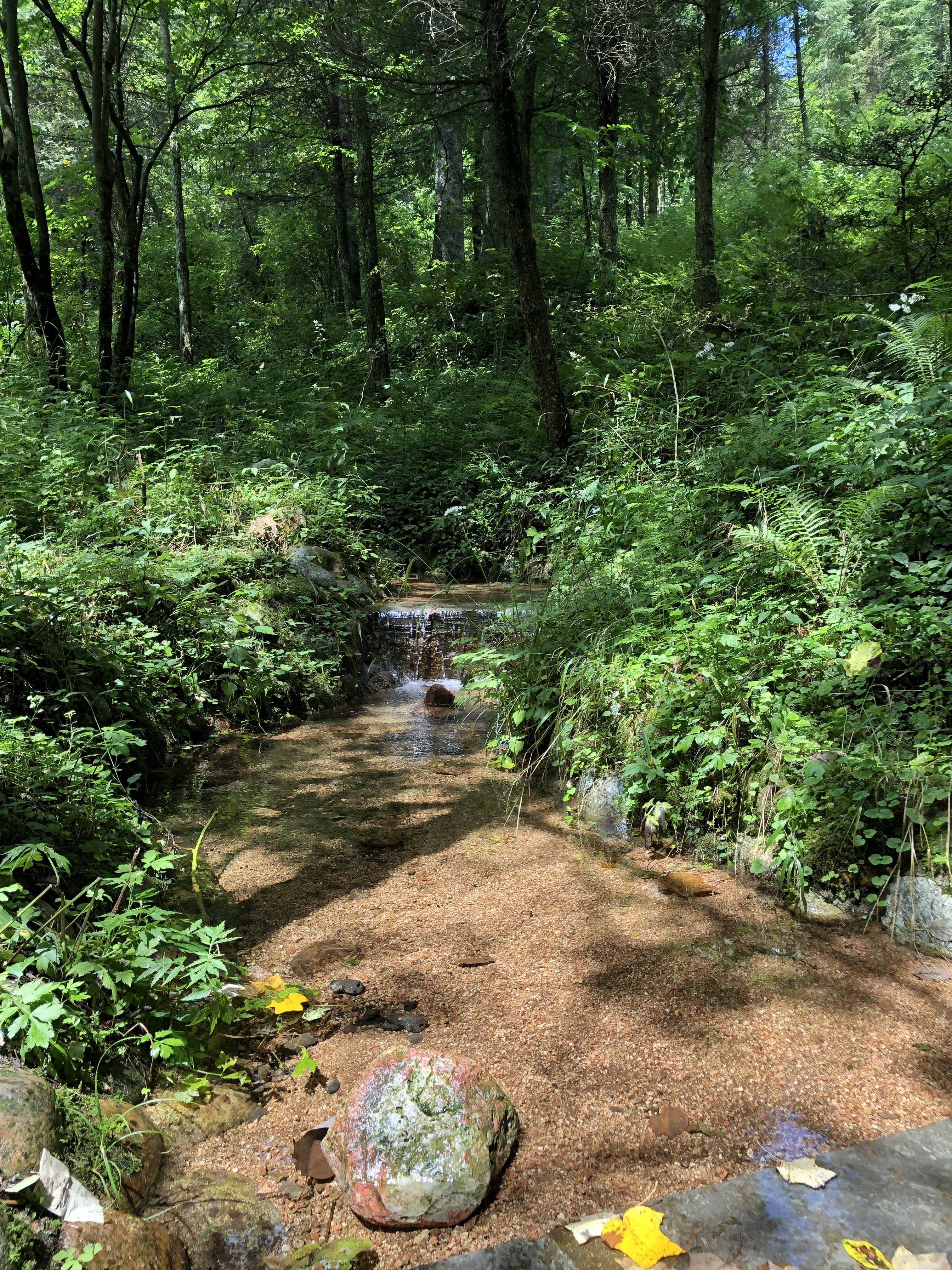
大老岭植物园1
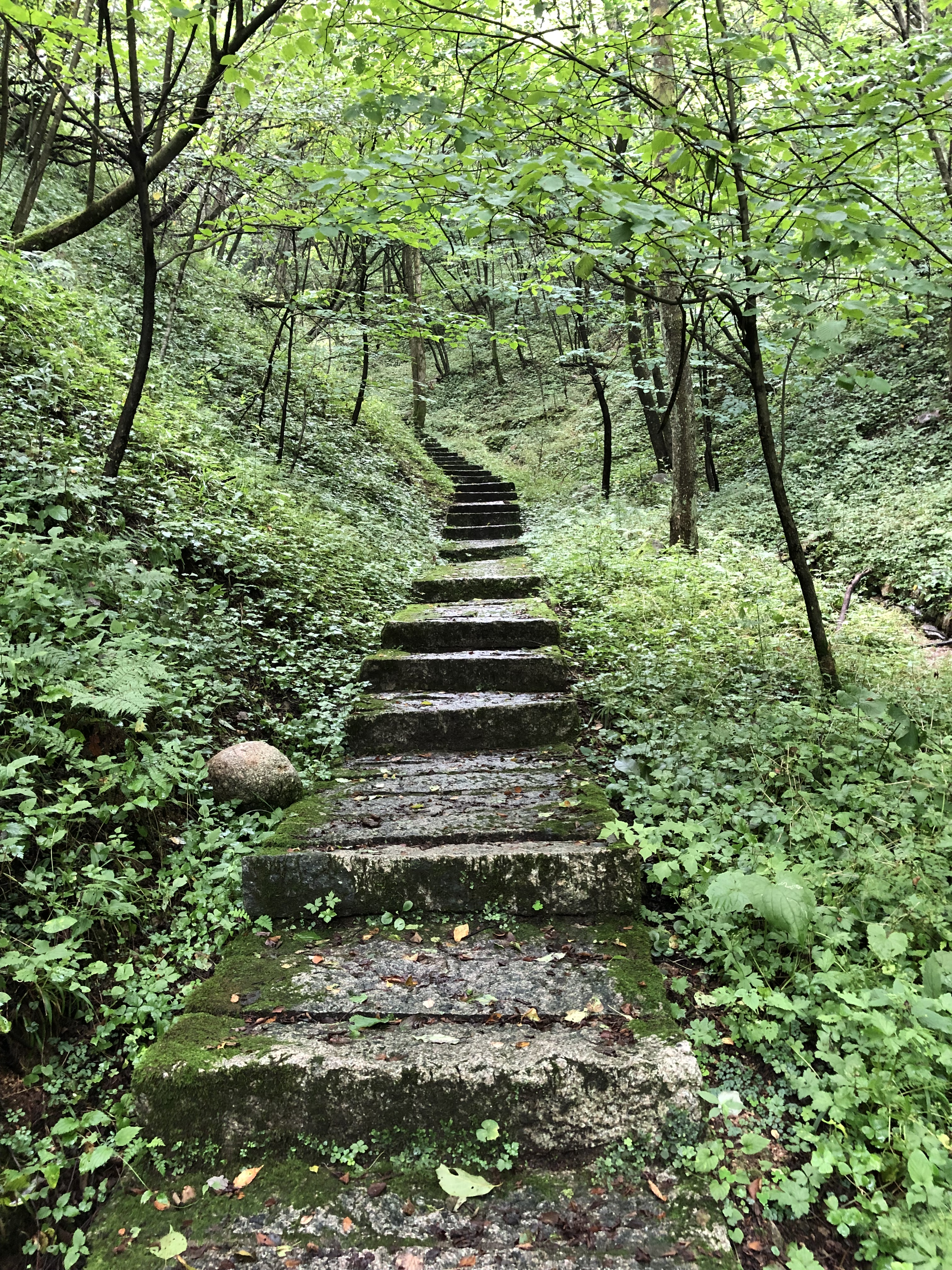
大老岭植物园2
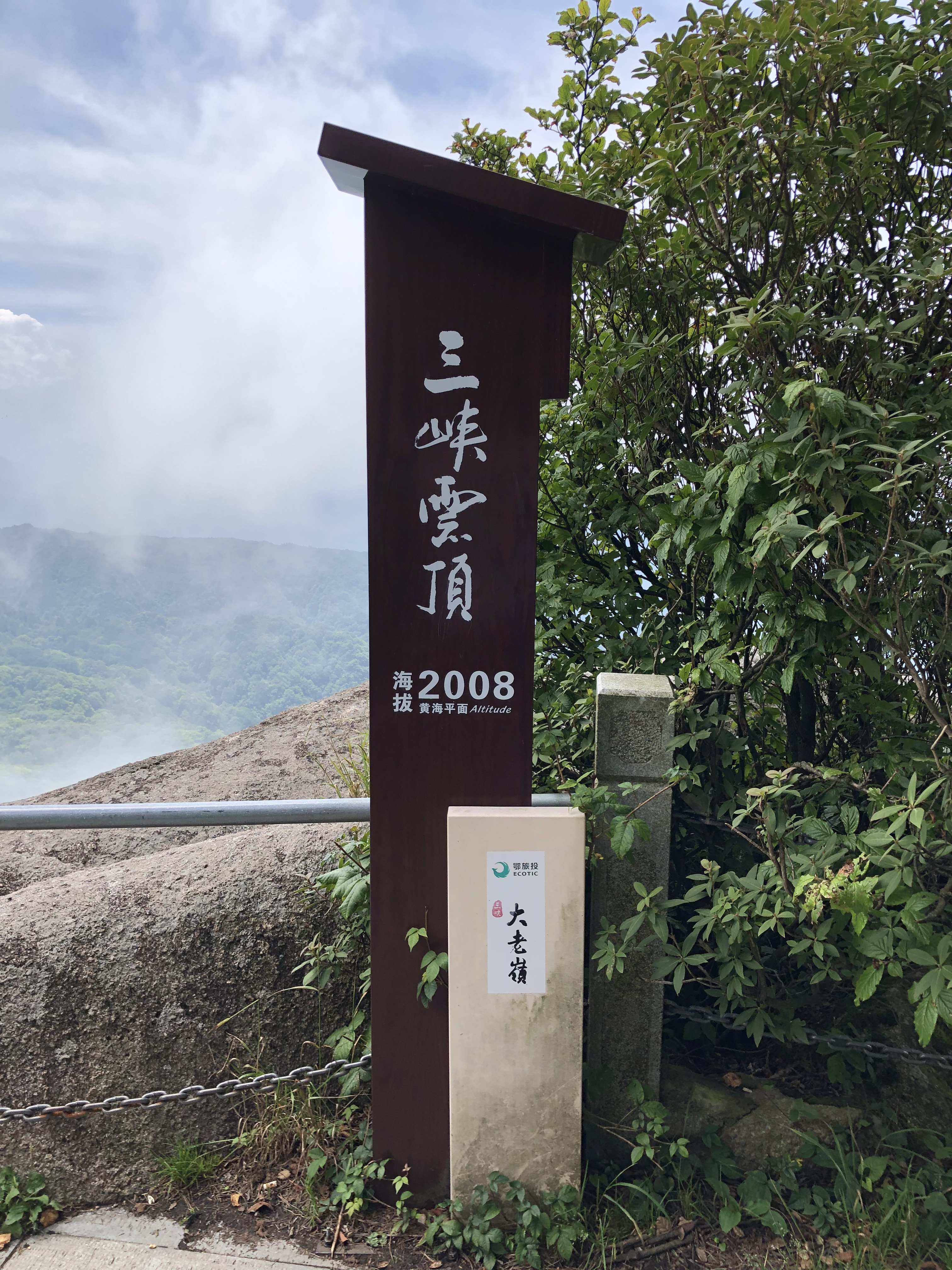
三峡云顶1
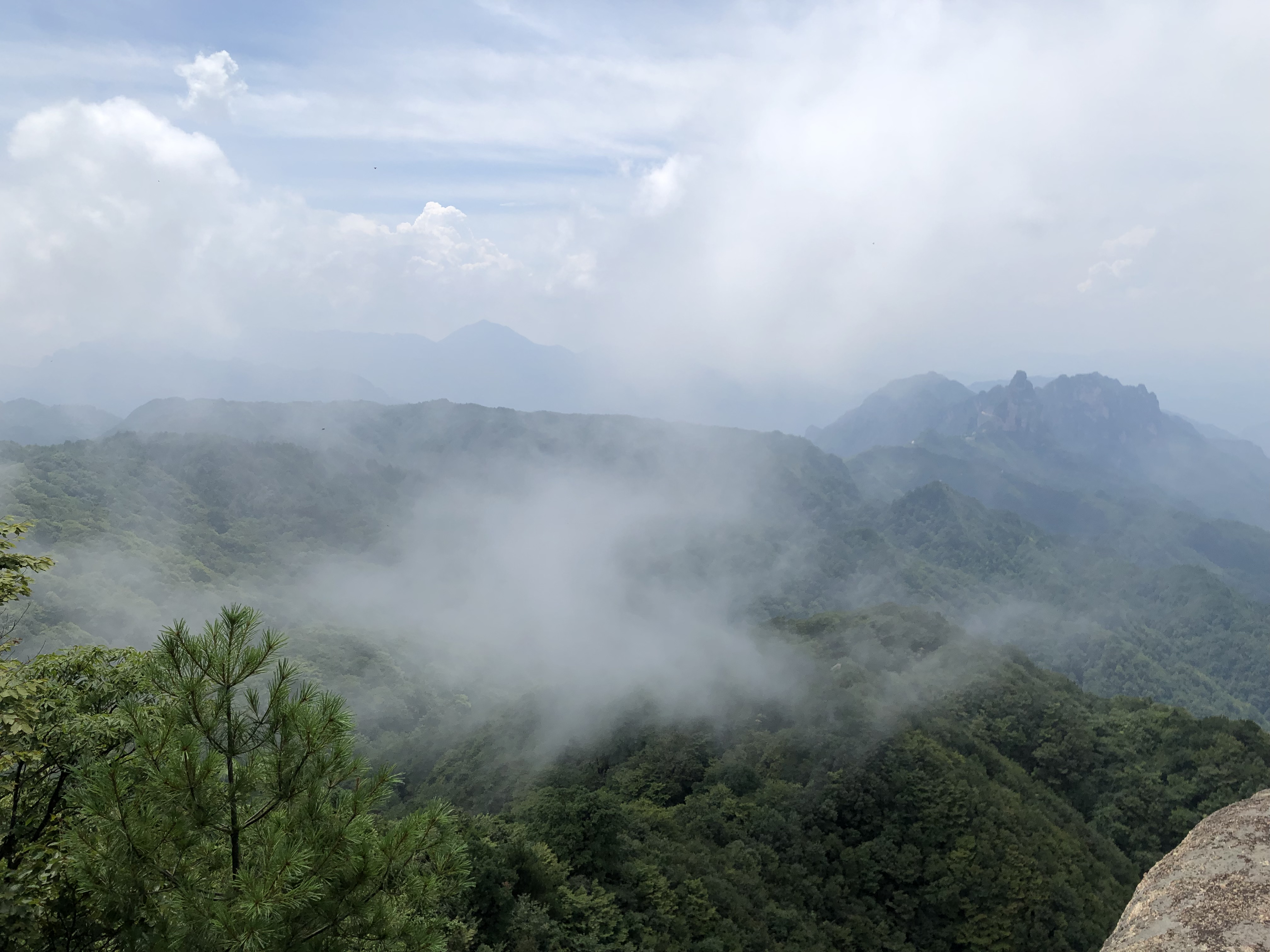
三峡云顶2
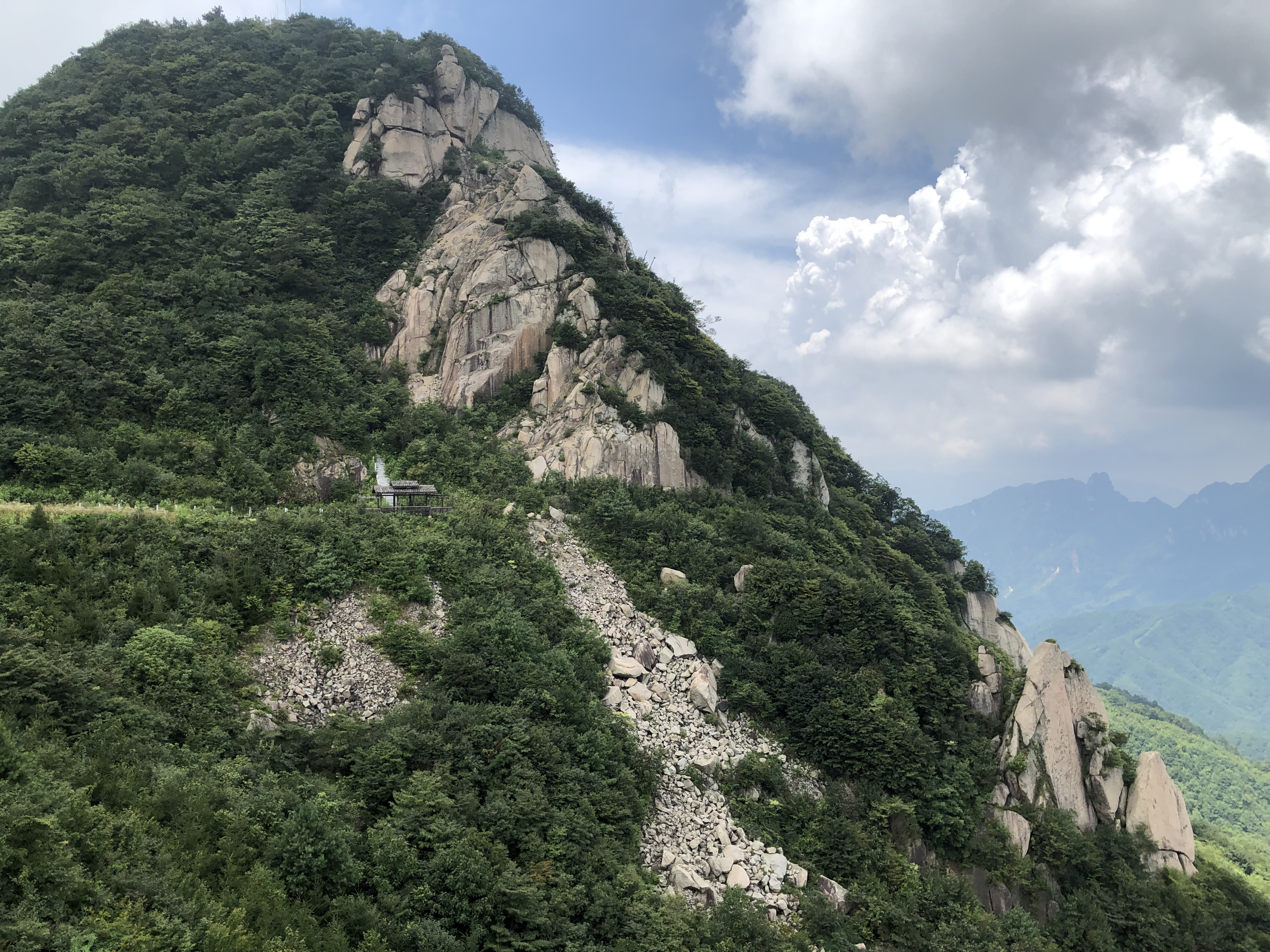
天柱山
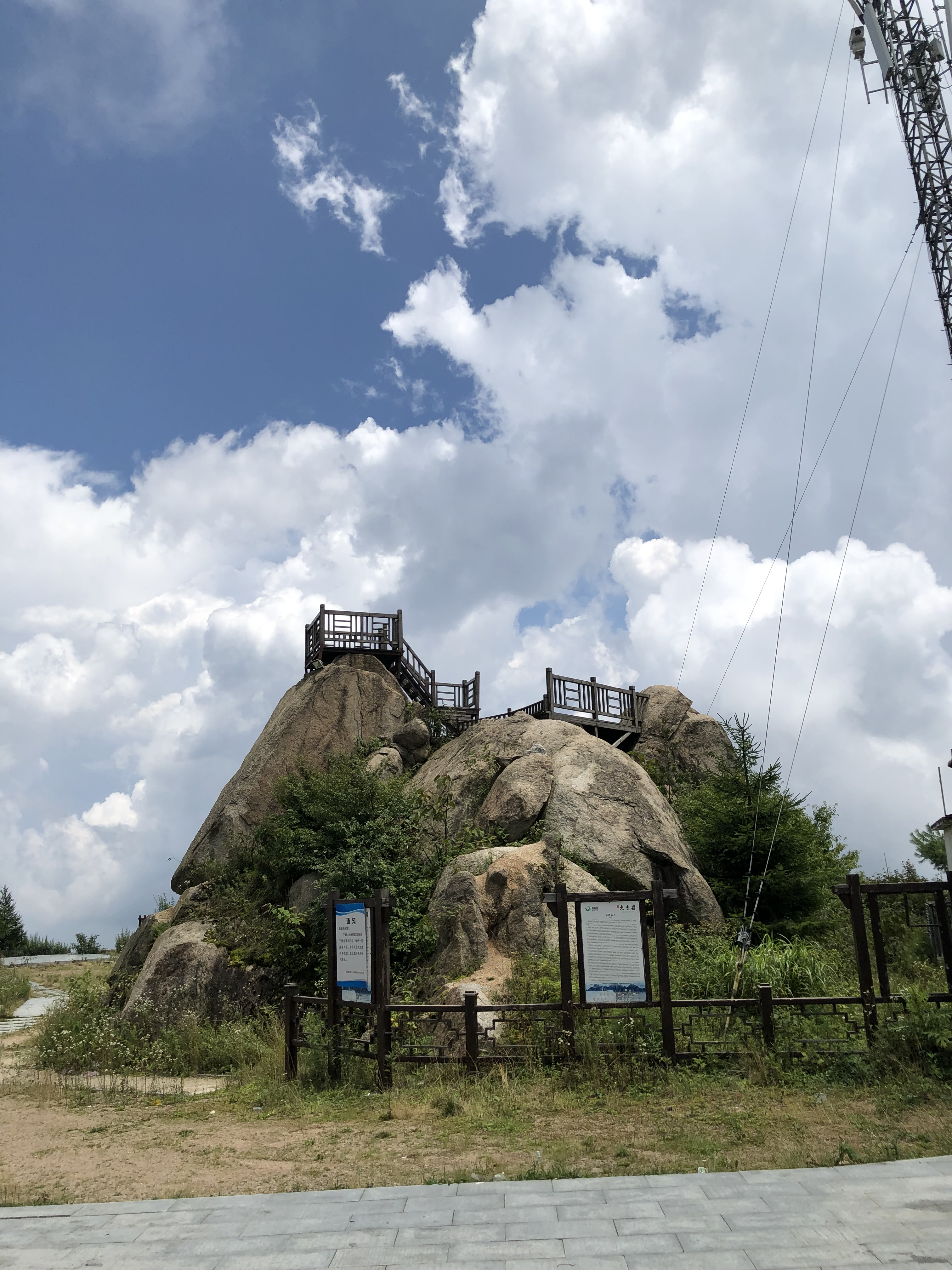
观日出露营平台